# Muepu Muamba
Pour les articles homonymes, voir Muamba.
Muepu Muamba, né en 1946, est un poète et écrivain congolais. À la suite de ses écrits souvent critiques envers la dictature de Mobutu, il a été contraint dans les années 1980, de quitter le Congo pour se réfugier en Allemagne.

## Biographie
Muepu Muamba-di-Mbuyi Kalala  est né en 1946 au Congo. C’est  avec un ami qu’il fonde en 1976 à Kinshasa, les éditions « Les Presses Africaines ». Ses œuvres souvent critiques envers le régime de Mobutu l’obligent, en 1979, de quitter son pays. Commence alors un long chemin vers l’exil qui l’emmènera dans plusieurs pays d’Afrique et d’Europe Occidentale. En 1984, il s’installe en France à Paris puis quelques années plus tard, il finit par s’établir définitivement en Allemagne à Francfort-sur-le-Main.

## Œuvres

### Récits et Nouvelles
- Ventres creux, 1974, éd. Centre Africain de Littérature, Kinshasa[1].
- Le mensonge illimité, 2001, texte inédit publié sur le site http://www.kongo-kinshasa.de/francais/fr_012.php.
- Aux victimes de la médiocrité, dans M. QUAGHEBEUR – S. ROCHE, Afriques, Écriture 59 (Lausanne), printemps 2002, p. 158-165.

### Recueils poétiques
- Femme d’Afrique » et « Terre marronne, Peuples noirs. Peuples africains (Paris), vol. 9, no 51, mai-juin 1986, p. 108-111.
- Devoir d’ingérence, Brazzaville – Heidelberg, Éditions Bantoues - P. Kivouvou Verlag, 1988.
- Incertitude, dans Littératures du Congo-Zaïre, Actes du colloque de Bayreuth (22-24 juillet 1993) réunis par P. HALEN - J. RIESZ, Amsterdam – Atlanta, Rodopi, 1995, p. 156-157.
- Vagabond, dans Littératures du Congo-Zaïre, Actes du colloque de Bayreuth (22-24 juillet 1993) réunis par P. HALEN - J. RIESZ, Amsterdam – Atlanta, Rodopi, 1995, p. 158-159.
- Naissain, dans Littératures du Congo-Zaïre, Actes du colloque de Bayreuth (22-24 juillet 1993) réunis par P. HALEN - J. RIESZ, Amsterdam – Atlanta, Rodopi, 1995, p. 160-161.
- Architectes de pestilence, Paris, s. n., 1994.
- Moi qui t’amour, (ill. par Gisela KOHN-MWEMA), Soumagne, Tétras Lyre, 1997 (coll. « Lettrimage »)[2].
- Et si…und wenn…, Recueil de poésie, éd. bilingue, 1999, Graphique Claudia Lüke, éd. Workshop Kultur, Gladbeck, Allemagne.

### Publication en allemand
- Afrika in eigener Sache, 1980, (en collaboration avec Jochen Klicker, et Claude Paysan, Photographe), Ed. Peter Hammer, Wuppertal, essais.